# Morti nel 1973/Maggio
| Questa pagina contiene informazioni ricavate automaticamente dalle voci biografiche con l'ausilio del template Bio e di un bot. L'aggiornamento è periodico e automatico e ricostruisce completamente la pagina. Se manca una persona in questa lista, sei pregato di non aggiungerla, ma accertati piuttosto che la sua voce biografica contenga il template Bio e che i dati anagrafici siano correttamente compilati. Se il template Bio manca, inseriscilo tu stesso o, in alternativa, metti l'avviso {{tmp\|Bio}} che ne segnala la mancanza. Se i dati riportati sono sbagliati, correggi direttamente la voce biografica; le modifiche saranno visibili in questa lista entro pochi giorni. Per chiarimenti vedi il progetto biografie. La lista contiene solo le 90 persone che sono citate nell'enciclopedia e per le quali è stato implementato correttamente il template Bio. Pagina aggiornata al 3 mar 2024. |

- 1º maggio - Asger Jorn, pittore danese (n. 1914)
- 2 maggio - Ada Boni, gastronoma e giornalista italiana (n. 1881)
- 2 maggio - Alan Carney, attore statunitense (n. 1909)
- 2 maggio - Edward Louis Heston, arcivescovo cattolico statunitense (n. 1907)
- 2 maggio - Akiko Seki, soprano giapponese (n. 1899)
- 3 maggio - Giuseppe Aniello Cafiero, scultore e pittore italiano (n. 1903)
- 3 maggio - Maria Gioitti Del Monaco, drammaturga, poetessa e scrittrice italiana (n. 1890)
- 4 maggio - Jane Bowles, scrittrice e drammaturga statunitense (n. 1917)
- 4 maggio - Franco Montanari, diplomatico italiano (n. 1905)
- 5 maggio - Lionello Fiumi, poeta italiano (n. 1894)
- 6 maggio - Myrna Fahey, attrice statunitense (n. 1933)
- 6 maggio - Ferdinando Guercilena, missionario e vescovo cattolico italiano (n. 1899)
- 7 maggio - Maxine Doyle, attrice e cantante statunitense (n. 1912)
- 7 maggio - Arcadio María Larraona Saralegui, cardinale e arcivescovo cattolico spagnolo (n. 1887)
- 8 maggio - Andy Cunningham, calciatore e allenatore di calcio scozzese (n. 1891)
- 8 maggio - Alexander Vandegrift, generale statunitense (n. 1887)
- 9 maggio - Dorothy Dalton, ginnasta statunitense (n. 1922)
- 10 maggio - Guido Gatti, giornalista, critico musicale e musicologo italiano (n. 1892)
- 11 maggio - Jaime de Almeida, calciatore e allenatore di calcio brasiliano (n. 1920)
- 11 maggio - Lex Barker, attore statunitense (n. 1919)
- 11 maggio - Juan Eduardo Cirlot, scrittore spagnolo (n. 1916)
- 11 maggio - Grigorij Michajlovič Kozincev, regista cinematografico e regista teatrale sovietico (n. 1905)
- 11 maggio - Michele Sala, politico italiano (n. 1900)
- 12 maggio - George Ashmore, calciatore inglese (n. 1898)
- 12 maggio - Monika Ertl, attivista e politica tedesca (n. 1937)
- 12 maggio - Frances Marion, sceneggiatrice, regista e giornalista statunitense (n. 1888)
- 12 maggio - Art Pollard, pilota automobilistico statunitense (n. 1927)
- 13 maggio - Tat'jana Bulach Gardina, attrice e poetessa sovietica (n. 1904)
- 14 maggio - Saúl Calandra, calciatore argentino (n. 1904)
- 14 maggio - Hans Haas, sollevatore austriaco (n. 1906)
- 14 maggio - Fritz Kachler, pattinatore artistico su ghiaccio austriaco (n. 1888)
- 14 maggio - Raymond Schwartz, scrittore e esperantista francese (n. 1894)
- 14 maggio - Elmer Snowden, suonatore di banjo, direttore d'orchestra e chitarrista statunitense (n. 1900)
- 14 maggio - Leonardo Vitetti, diplomatico italiano (n. 1894)
- 15 maggio - Raffaele Baratta, arcivescovo cattolico italiano (n. 1889)
- 15 maggio - Leo Leone, politico italiano (n. 1893)
- 15 maggio - Laurance Safford, crittografo statunitense (n. 1893)
- 16 maggio - Mario Costella, calciatore italiano (n. 1893)
- 16 maggio - Silla Giuseppe Fortunato, ingegnere italiano (n. 1900)
- 16 maggio - Jacques Lipchitz, scultore lituano (n. 1891)
- 17 maggio - Antonio Victor Pildain y Zapiain, vescovo cattolico e politico spagnolo (n. 1890)
- 17 maggio - Matty Roubert, attore statunitense (n. 1907)
- 18 maggio - Francis Carpenter, attore statunitense (n. 1910)
- 18 maggio - Alberto Denegri, calciatore e allenatore di calcio peruviano (n. 1906)
- 18 maggio - Giulio Göhring, imprenditore e politico italiano (n. 1890)
- 18 maggio - İbrahim Kaypakkaya, politico e rivoluzionario turco (n. 1948)
- 18 maggio - Chaudhry Khaliquzzaman, politico pakistano (n. 1889)
- 18 maggio - Jeannette Rankin, politica statunitense (n. 1880)
- 18 maggio - Avraham Shlonsky, poeta israeliano (n. 1900)
- 19 maggio - Nelly Fioramonti, cantante italiana (n. 1939)
- 19 maggio - David Milford Hume, chirurgo statunitense (n. 1917)
- 19 maggio - Luciano Trolli, nuotatore e ingegnere italiano (n. 1904)
- 19 maggio - Anton Zwerina, sollevatore austriaco (n. 1900)
- 20 maggio - Renzo Pasolini, pilota motociclistico italiano (n. 1938)
- 20 maggio - Jarno Saarinen, pilota motociclistico finlandese (n. 1945)
- 21 maggio - Giovanni Albera, calciatore italiano (n. 1905)
- 21 maggio - Gabrielle Ray, attrice, ballerina e cantante britannica (n. 1883)
- 21 maggio - Graves Erskine, generale statunitense (n. 1897)
- 21 maggio - Carlo Emilio Gadda, scrittore e poeta italiano (n. 1893)
- 21 maggio - Ivan Stepanovič Konev, generale e politico sovietico (n. 1897)
- 21 maggio - Grigore Moisil, matematico rumeno (n. 1906)
- 21 maggio - Vaughn Monroe, trombettista e baritono statunitense (n. 1911)
- 22 maggio - Şehzade Osman Füad, principe ottomano (n. 1895)
- 22 maggio - Harry Baird, calciatore nordirlandese (n. 1913)
- 22 maggio - Olindo Bitetti, pallanuotista, calciatore e giornalista italiano (n. 1886)
- 22 maggio - Sineo Gemignani, pittore italiano (n. 1917)
- 22 maggio - Giuseppe Olivieri, ciclista su strada e pistard italiano (n. 1889)
- 22 maggio - Massimo Rocca, giornalista e politico italiano (n. 1884)
- 22 maggio - Silvio Scionti, pianista italiano (n. 1882)
- 23 maggio - Maria Gargani, religiosa italiana (n. 1892)
- 23 maggio - Francis Xavier Hsu Chen-Ping, vescovo cattolico cinese (n. 1920)
- 23 maggio - Antonio Maria Nardi, pittore e illustratore italiano (n. 1897)
- 23 maggio - Alois Podhajsky, cavaliere austriaco (n. 1898)
- 23 maggio - Coulton Waugh, fumettista, illustratore e pittore statunitense (n. 1896)
- 24 maggio - Aldo Baldassarri, giurista italiano (n. 1885)
- 24 maggio - Mario Ceravolo, politico e medico italiano (n. 1895)
- 26 maggio - Jack Bamber, calciatore inglese (n. 1895)
- 26 maggio - Umberto Guarnieri, calciatore italiano (n. 1919)
- 26 maggio - Karl Löwith, filosofo tedesco (n. 1897)
- 26 maggio - Oten Shimokawa, fumettista e animatore giapponese (n. 1892)
- 27 maggio - Gino Baggiani, calciatore e allenatore di calcio italiano (n. 1911)
- 27 maggio - Paolo Consiglio, alpinista italiano (n. 1927)
- 27 maggio - Eero Hyvärinen, ginnasta finlandese (n. 1890)
- 28 maggio - Hans Schmidt-Isserstedt, direttore d'orchestra e compositore tedesco (n. 1900)
- 29 maggio - P. Ramlee, attore e musicista malese (n. 1929)
- 30 maggio - Jørgen Andersen, ginnasta norvegese (n. 1886)
- 30 maggio - Bob Royer, cestista statunitense (n. 1927)
- 31 maggio - Armand Abel, islamista belga (n. 1903)
- 31 maggio - Luigi Erminio D'Olivo, attore italiano (n. 1900)
- 31 maggio - Gigi Pisano, paroliere, comico e attore italiano (n. 1889)